# Tsundoku

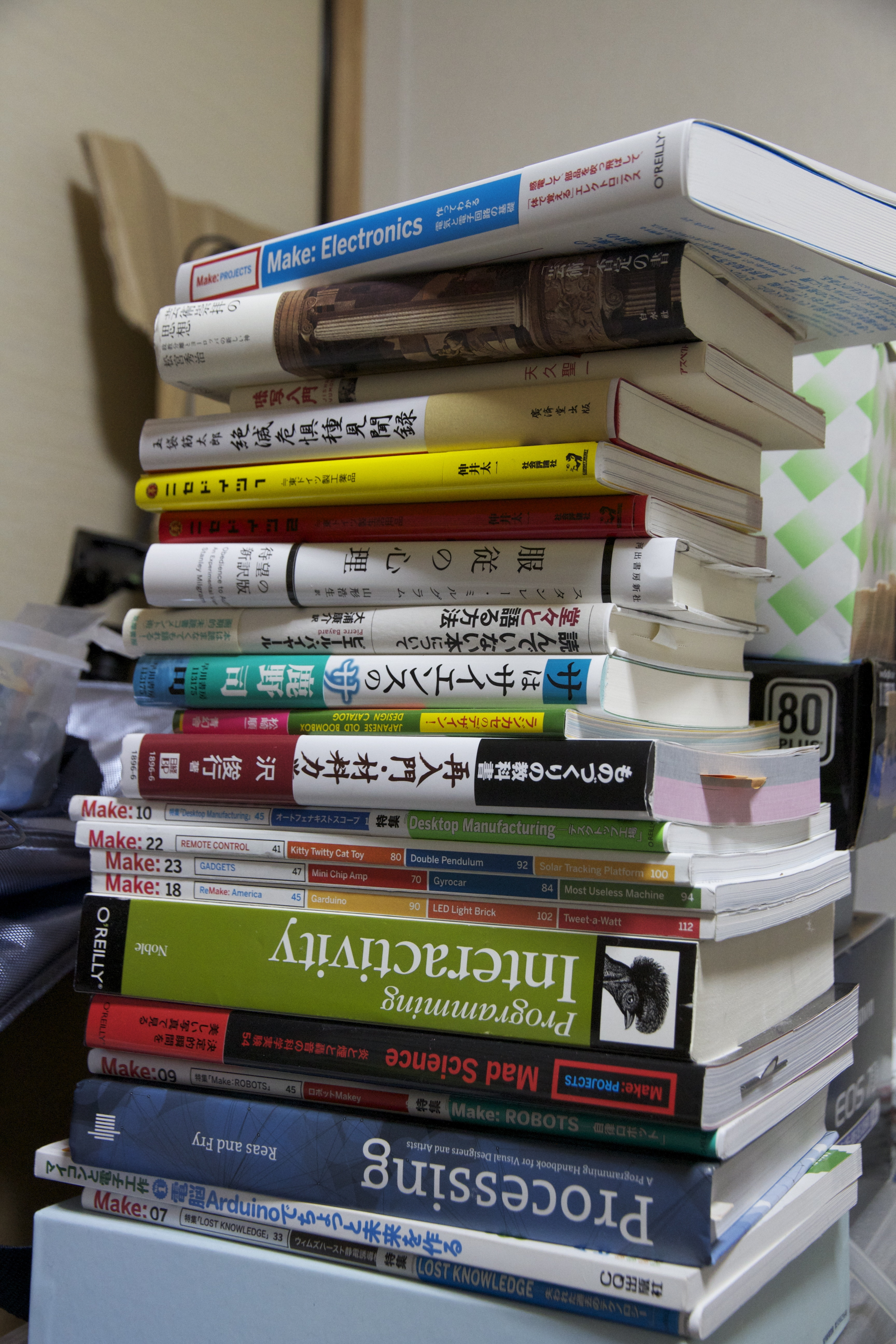
Một chồng sách tìm được sau khi dọn phòng ở Nhật Bản

Tsundoku (tiếng Nhật: 積ん読, tạm dịch: chồng sách để đấy) giải nghĩa là một chồng sách truyện chất đống mà chủ sở hữu không bao giờ động tới. Đây là một từ lóng, xuất hiện vào thời kỳ Minh Trị (1868–1912).  Về từ nguyên, Tsundoku là từ ghép giữa tsunde-oku (積んでおく, chất đống lên và để đó) và dokusho (読書, đọc sách).  Có đề xuất đưa Tsundoku vào từ điển tiếng Anh, chẳng hạn như Từ điển Collins.